# Texas Heartbeat Bill
De Texas Heartbeat Bill is een wet in de Amerikaanse staat Texas die bepaalt dat een vrouw geen abortus mag ondergaan als ze langer dan zes weken zwanger is. Degene die een melding doet van een abortus na zes weken zwangerschap kan een beloning van 10.000 dollar plus eventuele gerechtskosten ontvangen. 
De wet werd geïntroduceerd als Senate Bill 8 (SB 8) en House Bill 1515 (HB 1515) op 11 maart 2021. Het wetsvoorstel werd ondertekend op 19 mei 2021 en werd van kracht op 1 september 2021. 
De Texas Heartbeat Bill wordt beschouwd als een feitelijk verbod op abortus in Texas. Het is het eerste abortusverbod na zes weken in de Verenigde Staten, en het eerste in zijn soort dat berust op civiele in plaats van strafrechtelijke handhaving. 

## Ontstaan
Op 11 maart 2021 werd de Texas Heartbeat Bill (SB8) ingediend bij het Huis van Afgevaardigden van Texas door afgevaardigde Shelby Slawson, en bij de Senaat van Texas door senator Bryan Hughes. Het wetsvoorstel werd beschouwd als een wetgevende prioriteit voor republikeinse wetgevers, en stond op de lijst van vice-gouverneur Dan Patricks topprioriteiten voor de wetgevende sessie van 2021.  De republikeinse gouverneur Greg Abbott ondertekende het wetsvoorstel op 19 mei 2021. Jonathan F. Mitchell werd geïdentificeerd als de auteur van de ongebruikelijke burgerwachtactie die beloningen bevat voor de handhaving van de wet.
Een andere gerelateerde wet, de Human Life Protection Act (House Bill 1280), werd op hetzelfde moment aangenomen. Het wetsvoorstel verbiedt onmiddellijk alle abortussen in Texas, zonder vrijstelling in gevallen van verkrachting, incest of gevaar voor de moeder, als het vonnis van Roe v. Wade door het Hooggerechtshof nietig verklaard zou worden.
Senaatwet SB8 (senate bill 8) staat iedereen uit de Verenigde Staten (niet alleen de Texanen) toe om iemand die abortuszorg verleent aan een zwangere vrouw uit Texas aan te klagen zodra een signaal van "hartkloppingen" (= electronisch opgevangen signaal) in een embryo kan worden gedetecteerd via transvaginale echografie, wat gewoonlijk mogelijk is vanaf ongeveer zes weken zwangerschap.  
De zwangere vrouw zelf die een illegale abortus laat uitvoeren, kan onder deze wet niet vervolgd worden. 
Een foetus zelf heeft na 6 weken nog geen hart, maar de naam Heartbeat Act of Heartbeat Bill (hartslagwet) werd speciaal gekozen om te appelleren aan het gevoel. 
Hoewel patiënten niet kunnen worden aangeklaagd, kan iedereen die steun verleent worden aangeklaagd, inclusief artsen, medewerkers van klinieken, raadgevers, advocaten, financiers, en degenen die de zwangere vervoeren naar een abortuskliniek , inclusief taxichauffeurs. De wet stimuleert dit proces door de aanklagers te belonen met uitbetalingen van ten minste $10.000 naast de terugbetaling van de gerechtskosten als de gedaagde schuldig wordt bevonden. Bovendien moeten de aanklagers indien ze het proces verliezen geen gerechtskosten betalen. De eisers hoeven geen persoonlijke band te bewijzen, of te bewijzen dat ze persoonlijk benadeeld zijn om een rechtszaak aan te spannen tegen een abortuskliniek, een taxichauffeur die de zwangere naar de abortuskliniek voert, een persoon die haar hielp een abortus te bekomen nadat een hartslag bij de foetus vastgesteld werd, enz.
De wet bevat uitzonderingen in geval van medische nood, maar niet in geval van verkrachting of incest. Zo kan een meisje van 12 jaar, indien ze verkracht werd of indien ze een kind verwacht door een incestueuze handeling van familieleden, verplicht worden de zwangerschap te voldragen, als ze pas na de zesde week ontdekt dat ze zwanger is, of als er een hartslag vastgesteld wordt tijdens de echografie.

## Betekenis
De wet is het eerste zes-weken-abortusverbod dat in de Verenigde Staten van kracht wordt. In Texas vindt naar schatting 85% van de abortussen plaats na de grens van zes weken, wat vaak kort is nadat een zwangere vrouw haar menstruatie heeft gemist, en voordat veel vrouwen weten dat ze zwanger zijn.
De wet is uniek in die zin dat hij specifiek is ontworpen om de last van de handhaving bij de bevolking te leggen via civiele rechtbanken, in plaats van bij de wetgevende staat via strafrechtbanken. 
Dit was zo ontworpen om abortus-aanbieders de mogelijkheid te ontnemen een beroep te doen op de federale rechters van het Hooggerechtshof om op te treden tegen deze ongrondwettelijke wet, die de federale Roe versus Wade-wetgeving ondergraaft. Aangezien de wet niet door staatsambtenaren wordt gehandhaafd, maar alleen door particuliere burgers, is er geen precieze partij die men voor het Hooggerechtshof kan dagen. Vanwege dit nieuwe element in de wet schreef een rechter van het Hooggerechtshof die tegen deze wet stemde, Sonia Sotomayor, in haar argumentatie dat "de wettelijke regeling voor het hof niet alleen ongebruikelijk is, maar zelfs ongekend. De wetgever heeft een verbod op abortussen na ongeveer zes weken opgelegd en vervolgens de handhaving van dat verbod in wezen gedelegeerd aan de bevolking in het algemeen. Het gewenste gevolg lijkt te zijn dat de staat wordt gevrijwaard van verantwoordelijkheid voor de uitvoering en handhaving van de regelgeving."
Normaal gezien kan je in Amerika enkel iemand voor het gerecht dagen indien je persoonlijk nadeel ondervindt van diens acties. De abortuswet SB8 laat ook eisers toe die geen persoonlijk nadeel ondervonden om een klacht in te dienen.
Om middernacht, onmiddellijk nadat de wet in werking was getreden, stopten veel klinieken in Texas, waaronder Planned Parenthood, met het uitvoeren van abortusprocedures en namen geen nieuwe afspraken meer aan. Veel klinieken meldden echter een toename van patiënten die de wachttijd van 24 uur hadden voltooid, en wanhopig waren om de procedure vóór 24:00 uur op 31 augustus 2021 te laten voltooien.
In de Texaanse Whole Woman’s Health-abortusklinieken werd het personeel afgeraden om de zwangere vrouw door te verwijzen naar abortusklinieken in een andere staat, uit schrik dat dit beschouwd zou worden als het faciliteren van een illegale abortus, en dus als een overtreding van wet SB8. 
In de abortusklinieken van Planned Parenthood echter waren de advocaten van mening dat zoiets geen overtreding van SB8 was, en werden de vrouwen doorverwezen.

## Juridische uitdagingen
Het Center for Reproductive Rights diende op 30 augustus 2021 een noodmotie in bij het Hooggerechtshof van de Verenigde Staten, met als doel de wet te blokkeren. In een 5-4 stemming, verwierp het Hooggerechtshof de motie in een spoedprocedure (die geen hoorzittingen vereist over de grond van de zaak) vóór de ingangsdatum van 1 september 2021, en vervolgens trad de wet in werking. Het meerderheidsstandpunt over de motie in de zaak Whole Woman's Health v. Jackson benadrukte dat de afwijzing van de motie andere juridische uitdagingen in Texas of lagere rechtbanken niet blokkeerde. 
De 5 conservatieve rechters die SB8 uit Texas lieten bestaan, waren Clarence Thomas, Samuel Alito, Neil Gorsuch, Brett Kavanaugh en Amy Coney Barrett (deze drie laatsten werden door President Trump benoemd). De 4 rechters die hier niet mee akkoord gingen waren de conservatieve John Roberts en drie progressieve rechters: Sonia Sotomayor, Elena Kagan en Stephen Breyer.
In haar tegenargumentatie schreef Sonia Sotomayor dat "gepresenteerd met een verzoek om een flagrant ongrondwettelijke wet te laten bestaan, die speciaal geconstrueerd was om vrouwen te verhinderen hun constitutionele rechten te laten gelden, en om te ontsnappen aan een normaal gerechtelijk onderzoek, heeft een meerderheid van de rechters van het Hooggerechtshof hun hoofden in het zand gestoken."
Een rechter van Travis County gaf op 3 september 2021 aan drie abortusklinieken van Planned Parenthood in Texas een voorlopige bescherming tegen rechtszaken die tegen hen werden ingespannen onder de nieuwe wet door de anti-abortusvereniging Texas Right To Life. Rechter Guerra Gamble zei dat ze de status quo wou behouden terwijl het gerecht onderzoekt of de nieuwe wet rechtsgeldig is. Een hoorzitting over de zaak is voorzien voor 13 september.
Op 5 september 2021 suggereerde Laurence Tribe, Amerikaans rechtsgeleerde en universiteitshoogleraar emeritus grondwettelijk recht aan de Harvard Universiteit, manieren voor het Amerikaanse ministerie van Justitie om te overwegen de wet te beheren: sectie 241 of 242 van het federale wetboek van strafrecht maakt het een misdaad om individuen grondwettelijke rechten te ontnemen.

## Reacties
Commentatoren en juridische functionarissen, waaronder rechters en advocaten, hebben gezegd dat de wet een "premiejagerssysteem" zou kunnen invoeren, waarbij een advocaat uit Travis County zei dat het wetsvoorstel "zo extreem is dat het zelfs een verkrachter zou kunnen toestaan een arts aan te klagen voor het bezorgen van een abortus aan een overlevende van seksueel geweld, en voor de verkrachter om een financiële beloning van 10.000 dollar te krijgen." 
Een studie van onderzoekers van de Universiteit van Texas in Austin beweerde dat door het wetsvoorstel 80% van de abortussen in Texas zouden wegvallen, en onevenredig zwarte vrouwen, vrouwen met een lager inkomen en vrouwen die ver weg wonen van abortusklinieken, zou treffen.
De anti-abortusorganisatie Texas Right to Life heeft een "klokkenluider-website" opgezet die inwoners in staat stelde om anoniem vermeende overtreders van SB8 te melden. Hun website is onder vuur komen te liggen, waarbij duizenden mensen de site bestookten en niet-bestaande gegevens en misleidende informatie plaatsten. Op 3 september 2021 gaf webhost GoDaddy de website 24 uur de tijd om een nieuwe host te vinden alvorens hun service te beëindigen wegens meerdere schendingen van de servicevoorwaarden; het bleek dat de site het ip adres van de inzenders stiekem registreerde, waardoor het anonimiteitsbeginsel geschonden werd; vervolgens migreerde de website naar Epik, een domeinregistratie- en webhostingbedrijf dat bekend staat om het verlenen van diensten aan websites uit extreemrechtse hoek, die door andere registrars zijn geweigerd wegens overtredingen van het beleid. De website is nu echter ook niet meer gehost bij Epik.
Op 6 september 2021 is geen spoor meer te vinden van de website. Er is echter een doorverwijzing naar de echte site van de anti-abortusorganisatie Texas Right to Life.
Deelautodiensten Lyft en Uber kondigden aan dat ze 100% van de juridische verdedigingskosten zouden dekken voor elk van hun chauffeurs die onder deze nieuwe wet worden aangeklaagd, terwijl dating app bedrijven Bumble en Match Group, eigenaar van Tinder, aankondigden dat ze een hulpfonds zouden oprichten om Texaanse vrouwen bij te staan die een abortus willen laten uitvoeren.

### Protesten

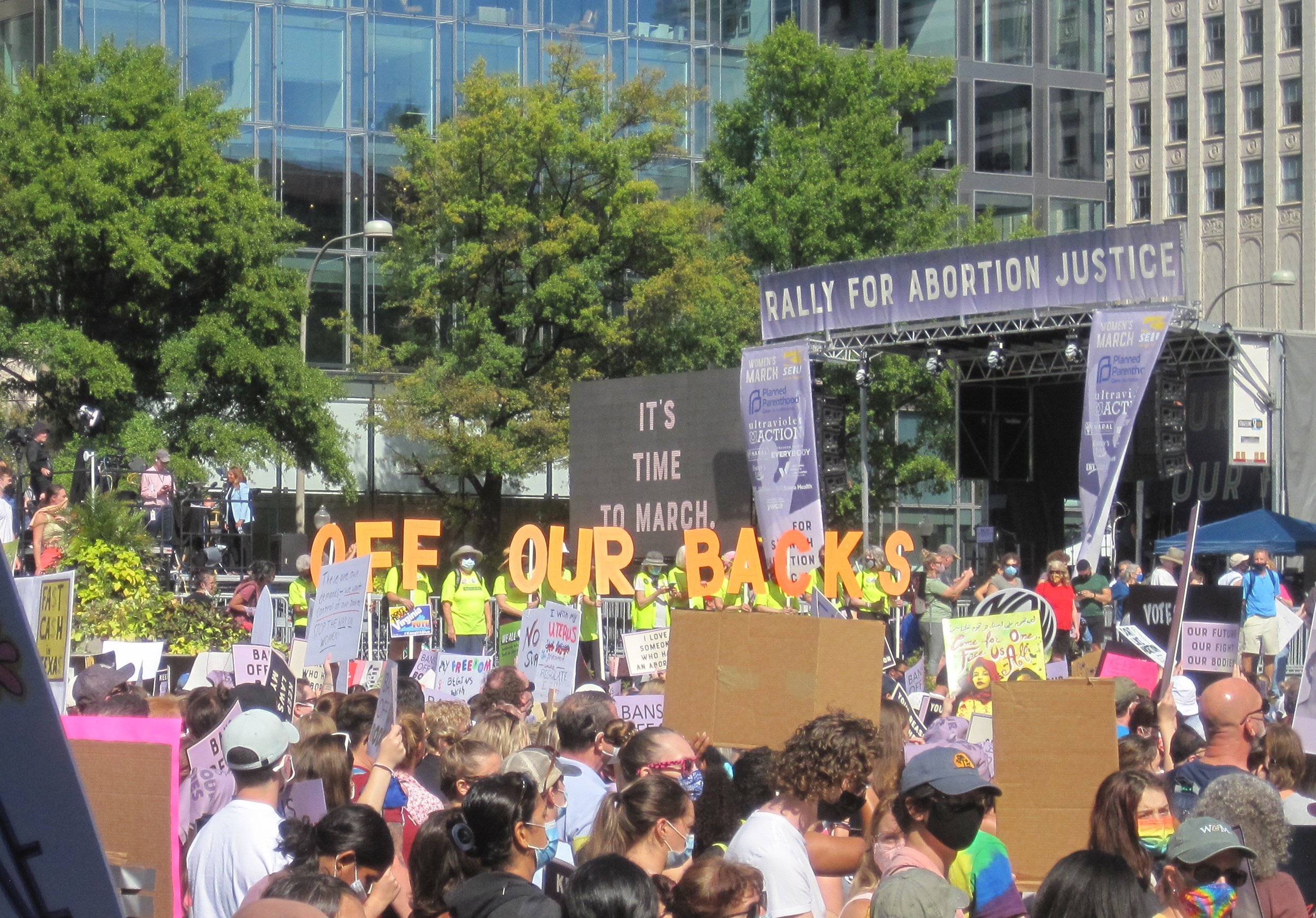
Demonstratie in Washington D.C. op 2 oktober 2021

Op de dag dat de wet van kracht werd, demonstreerden demonstranten in de Texaanse staatshoofdstad Austin. Vrouwen in Dallas protesteerden terwijl ze kostuums droegen uit The Handmaid's Tale, een dystopische roman van Margaret Atwood over vrouwen die in een totalitaire theocratie leven. Andere kleine demonstraties werden georganiseerd in de buurt van stadhuizen van andere Texaanse steden.
Op 2 september, nadat het wetsvoorstel was aangenomen, piekte de hashtag #texastaliban, een kritische verwijzing naar de Taliban, op Twitter met meer dan 50.000 tweets.

### Politieke reacties
President Joe Biden bekritiseerde de wet, beschreef hem als "extreem" en zei dat hij "flagrant in strijd is met het grondwettelijke recht dat is vastgesteld onder Roe v. Wade". De Democratische senator Elizabeth Warren zei in een tv-interview met MSNBC dat het tijd was om "op te staan en Roe te ankeren in federale wetgeving".
De Republikeinse congresvertegenwoordiger Dan Crenshaw uit Texas, die tegen abortus is, schreef over het wetsvoorstel: "God zegene Texas."